# UCI America Tour 2008
Die UCI America Tour ist der vom Weltradsportverband UCI zur Saison 2005 eingeführte amerikanische Straßenradsport-Kalender unterhalb der UCI ProTour.  Die vierte Saison beginnt am 1. Oktober 2007 und endet am 30. September 2008.
Die Eintagesrennen und Etappenrennen der UCI America Tour sind in drei Kategorien (HC, 1 und 2) eingeteilt.

## Gesamtstand
(Endstand: 30. September 2008)
| Platz | Fahrer                | Punkte |
| ----- | --------------------- | ------ |
| 01.   | Manuel Medina         | 232    |
| 02.   | Svein Tuft            | 219    |
| 03.   | Christian Vande Velde | 211    |
| 04.   | Carlos Ochoa          | 198    |
| 05.   | Pedro Pablo Pérez     | 180    |
| 06.   | Henry Raabe           | 162    |
| 07.   | Gil Cordovés          | 153    |
| 08.   | Artur García          | 146    |
| 09.   | Óscar Sevilla         | 131    |
| 10.   | Byron Guamá           | 128    |
| 11.   | Dominique Rollin      | 121,5  |
| 12.   | Luis Macías           | 121    |
| 13.   | Gerardo Fernández     | 114    |
| 14.   | Santiago Botero       | 112    |
| 14.   | Tyler Farrar          | 112    |
| 16.   | Christian Meier       | 110    |
| 17.   | Franklin Chacón       | 104    |
| 18.   | Bernardo Colex junior | 100    |
| 18.   | Fabio Duarte *        | 100    |
| 18.   | Richard Mascarañas    | 100    |
| 39.   | Eric Baumann          | 070    |
| 194.  | Danilo Wyss           | 013    |

| Platz | Team                     | Punkte |
| ----- | ------------------------ | ------ |
| 01.   | Garmin-Chipotle          | 677    |
| 02.   | Symmetrics               | 531,7  |
| 03.   | Tecos-Trek               | 379,8  |
| 04.   | Rock Racing              | 349    |
| 05.   | Canel’s Turbo            | 343    |
| 06.   | PVC Diquigiovanni        | 293    |
| 07.   | Colombia Es Pasion       | 263    |
| 08.   | Kelly Benefit Strategies | 230    |
| 09.   | Toyota-United            | 229,5  |
| 10.   | Scott-Marcondes Cesar    | 206    |
| 11.   | Health Net-Maxxis        | 197,5  |
| 12.   | Type 1                   | 173    |
| 13.   | Caico Cycling            | 149    |
| 14.   | BMC Racing               | 145,8  |
| 15.   | Sparkasse                | 117    |
| 16.   | Amore & Vita-McDonald's  | 107    |
| 17.   | R.A.C.E. Pro             | 099,7  |
| 18.   | Colavita-Sutter Home     | 094    |
| 19.   | Palmeiras Resort-Tavira  | 088    |
| 20.   | Bissell Pro Cycling Team | 083    |

| Platz | Nation                  | Punkte |
| ----- | ----------------------- | ------ |
| 01.   | Vereinigte Staaten      | 1180,4 |
| 02.   | Venezuela               | 1111   |
| 03.   | Argentinien             | 0928,6 |
| 04.   | Kolumbien               | 0846,4 |
| 05.   | Kanada                  | 0793,2 |
| 06.   | Kuba                    | 0667   |
| 07.   | Mexiko                  | 0594   |
| 08.   | Costa Rica              | 0375   |
| 09.   | Brasilien               | 0298   |
| 10.   | Ecuador                 | 0294   |
| 11.   | Bolivien                | 0220   |
| 12.   | Dominikanische Republik | 0177   |
| 13.   | Uruguay                 | 0135   |
| 14.   | Chile                   | 0113,3 |
| 15.   | Guatemala               | 093    |
| 16.   | Belize                  | 08     |
| 17.   | Puerto Rico             | 05     |
| 18.   | Trinidad und Tobago     | 04     |
| 19.   | Panama                  | 02     |

| Platz | Nation U23              | Punkte |
| ----- | ----------------------- | ------ |
| 01.   | Vereinigte Staaten      | 230,9  |
| 02.   | Kolumbien               | 203    |
| 03.   | Kanada                  | 116,3  |
| 04.   | Venezuela               | 107    |
| 05.   | Kuba                    | 088    |
| 06.   | Costa Rica              | 081    |
| 07.   | Brasilien               | 069    |
| 08.   | Argentinien             | 062    |
| 09.   | Mexiko                  | 024,5  |
| 10.   | Ecuador                 | 018    |
| 11.   | Dominikanische Republik | 013    |
| 12.   | Guatemala               | 08     |
| 12.   | Uruguay                 | 08     |
| 14.   | Chile                   | 04     |

* U23-Fahrer

## Rennkalender

### Oktober 2007
| Datum  | Rennen                        | Kat. | Sieger            | Team               |
| ------ | ----------------------------- | ---- | ----------------- | ------------------ |
| 7.–14. | Clásico Ciclístico Banfoandes | 2.2  | Sergio Henao      | Colombia Es Pasion |
| 7.–14. | Vuelta a Chihuahua            | 2.2  | Francisco Mancebo | Relax-GAM          |
| 20.–1. | Vuelta a Guatemala            | 2.2  | Carlos López      | Canel’s Turbo      |

### November 2007
| Datum   | Rennen                                           | Kat. | Sieger       | Team                  |
| ------- | ------------------------------------------------ | ---- | ------------ | --------------------- |
| 6.–11.  | Doble Copacabana Grand Prix Fides                | 2.2  | Óscar Soliz  | Coordinadora Ebsa     |
| 15.–25. | Volta Ciclística Internacional de Santa Catarina | 2.2  | Alex Diniz   | Scott-Marcondes Cesar |
| 17.–25. | Vuelta al Ecuador                                | 2.2  | Alex Atapuma |                       |

### Dezember 2007
| Datum   | Rennen              | Kat. | Sieger      | Team                   |
| ------- | ------------------- | ---- | ----------- | ---------------------- |
| 14.–28. | Vuelta a Costa Rica | 2.2  | Henry Raabe | BCR-Pizza Hut-Powerade |

### Januar
| Datum   | Rennen                   | Kat. | Sieger         | Team                      |
| ------- | ------------------------ | ---- | -------------- | ------------------------- |
| 5.–18.  | Vuelta al Táchira        | 2.2  | Manuel Medina  | Gobernación del Zulia-BOD |
| 6.      | Copa América de Ciclismo | 1.2  | Nilceu Santos  | Scott-Marcondes Cesar     |
| 22.–27. | Tour de San Luis         | 2.2  | Martín Garrido | Palmeiras Resort-Tavira   |

### Februar
| Datum   | Rennen                             | Kat. | Sieger            | Team        |
| ------- | ---------------------------------- | ---- | ----------------- | ----------- |
| 5.–17.  | Vuelta a Cuba                      | 2.2  | Pedro Pablo Pérez | Kuba        |
| 13.–17. | Tour of Belize                     | 2.2  | Carlos Oyarzun    | Tecos       |
| 17.–24. | Kalifornien-Rundfahrt              | 2.HC | Levi Leipheimer   | Team Astana |
| 23.–2.  | Vuelta a la Independencia Nacional | 2.2  | Carlos Ochoa      | Venezuela   |
| 28.–9.  | Vuelta Ciclista Por Un Chile Líder | 2.2  | abgesagt          |             |

### März
| Datum  | Rennen                                      | Kat. | Sieger                             | Team |
| ------ | ------------------------------------------- | ---- | ---------------------------------- | ---- |
| 5.–9.  | Volta Ciclística Internacional Porto Alegre | 2.2  | abgesagt                           |      |
| 9.–16. | Vuelta Ciclista Chiapas                     | 2.2  | abgesagt, verschoben nach November |      |

### April
| Datum   | Rennen                                      | Kat. | Sieger            | Team                     |
| ------- | ------------------------------------------- | ---- | ----------------- | ------------------------ |
| 3.–13.  | Vuelta Ciclista de Chile                    | 2.2  | abgesagt          |                          |
| 9.–13.  | Volta Ciclística Internacional de Campos    | 2.2  | abgesagt          |                          |
| 13.     | US Cycling Open                             | 1.1  | abgesagt          |                          |
| 19.     | Holy Saturday Cross Country Cycling Classic | 1.2  | abgesagt          |                          |
| 20.–27. | Volta do Estado de São Paulo                | 2.2  | Gregolry Panizo   | Clube Dataro de Ciclismo |
| 21.–27. | Tour de Georgia                             | 2.HC | Kanstanzin Siuzou | High Road                |
| 26.–3.  | Vuelta a El Salvador                        | 2.2  | abgesagt          |                          |
| 28.–1.  | Clasica Primer de Mayo                      | 2.2  | abgesagt          |                          |

### Mai
| Datum   | Rennen                                          | Kat. | Sieger                | Team                  |
| ------- | ----------------------------------------------- | ---- | --------------------- | --------------------- |
| 3.      | Clasico Aniversario de la Federacion Venezolana | 1.2  | José Aguilar          | Fundadeporte Carabobo |
| 3.      | The Crystal City Classic                        | 1.2  | abgesagt              |                       |
| 4.      | Copa Federación Venezolana de Ciclismo          | 1.2  | Artur García          | Loteria del Tachira   |
| 4.      | U.S. Air Force Cycling Classic                  | 1.2  | Lucas Sebastián Haedo | Colavita              |
| 9.      | Panamerikanische Meisterschaft – Zeitfahren     | CC   | Svein Tuft            | Kanada                |
| 10.–25. | Vuelta a Colombia                               | 2.2  | Giovanny Báez         | UNE-Orbitel           |
| 11.     | Panamerikanische Meisterschaft – Straßenrennen  | CC   | Richard Mascarañas    | Uruguay               |
| 14.–18. | Doble Sucre Potosi Grand Prix                   | 2.2  | Byron Guamá           | Equipo Spoli Ecuador  |
| 25.     | Tour de Leelanau                                | 1.2  | Taylor Tolleson       | BMC                   |

### Juni
| Datum   | Rennen                                   | Kat.   | Sieger             | Team                              |
| ------- | ---------------------------------------- | ------ | ------------------ | --------------------------------- |
| 3.      | Lancaster Classic                        | 1.1    | Jurij Metluschenko | Amore & Vita-McDonald’s           |
| 5.      | Reading Classic                          | 1.1    | Óscar Sevilla      | Rock Racing                       |
| 5.–8.   | Coupe des Nations Ville Saguenay         | 2.Ncup | Thomas Kvist       | Dänemark                          |
| 8.      | Commerce Bank International Championship | 1.HC   | Matti Breschel     | CSC                               |
| 10.–15. | Tour de Beauce                           | 2.2    | Svein Tuft         | Symmetrics                        |
| 20.–22. | Saturn Rochester Twilight Omnium         | 2.2    | abgesagt           |                                   |
| 24.–29. | Tour of Pennsylvania                     | 2.2    | David Veilleux     | Kelly Benefit Strategies-Medifast |
| 29.     | Desafio Internacional de Ciclismo        | 1.2    | abgesagt           |                                   |

### Juli
| Datum  | Rennen                      | Kat. | Sieger           | Team                    |
| ------ | --------------------------- | ---- | ---------------- | ----------------------- |
| 4.–13. | Tour de Martinique          | 2.2  | Willy Roseau     | Club Martinique         |
| 9.     | Prova Ciclística 9 de Julho | 2.2  | Michel Fernández |                         |
| 20.    | Clasico Ciudad de Caracas   | 1.2  | Gil Cordovés     | Alcaldía de Cabimas BOD |

### August
| Datum   | Rennen                                  | Kat. | Sieger           | Team                          |
| ------- | --------------------------------------- | ---- | ---------------- | ----------------------------- |
| 1.–10.  | Tour de la Guadeloupe                   | 2.2  | José Flober Peña | Union Cycliste Capesterrienne |
| 3.      | The Welland Race                        | 1.2  | abgesagt         |                               |
| 8.–10.  | Rochester Omnium                        | 1.2  | Dominique Rollin | Toyota-United                 |
| 10.     | Classique Louis Garneau Montréal-Québec | 1.1  | Arnaud Papillon  | Volkswagen                    |
| 22.–24. | The Colorado Stage Race                 | 2.2  | abgesagt         |                               |
| 25.–7.  | Vuelta a Venezuela                      | 2.2  | Carlos Ochoa     | Serramenti PVC Diquigiovanni  |

### September
| Datum   | Rennen             | Kat. | Sieger                | Team            |
| ------- | ------------------ | ---- | --------------------- | --------------- |
| 6.      | Univest Grand Prix | 1.2  | Lucas Euser           | Garmin-Chipotle |
| 6.–7.   | Vuelta Jalisco     | 2.2  | abgesagt              |                 |
| 8.–14.  | Tour of Missouri   | 2.1  | Christian Vande Velde | Garmin-Chipotle |
| 13.–20. | Vuelta Mexico      | 2.2  | Glen Chadwick         | Type 1          |